# Buenos Aires (metrostation)
Buenos Aires is een metrostation in de Spaanse hoofdstad Madrid. Het station werd geopend op 7 april 1994 en wordt bediend door lijn 1 van de metro van Madrid.